# ألفرد براندون
ألفرد براندون (بالإنجليزية: Alfred Brandon) هو محامي وسياسي نيوزلندي، ولد في 12 ديسمبر 1854 في ويلينغتون في نيوزيلندا، وتوفي بنفس المكان في 30 يوليو 1938. حزبياً، نشط في الحزب الليبيرالي النيوزيلندي.